# Oriane Jaillardon
Oriane Jaillardon (Strasburgo, 30 luglio 2005) è una nuotatrice artistica francese.

## Palmarès
- Europei
  - Roma 2022: bronzo nel team tecnico

### Coppa del Mondo
- 1 podio:
  - 1 terzo posto (1 nella gara individuale)